# Archieparquía mayor de Trivandrum
La archieparquía mayor de Trivandrum de los siro-malankaras (en latín: Archieparchia Maior Trivandrensis Syrorum Malankarensium) es la sede del archieparca mayor y cabeza de la Iglesia católica siro-malankar, una Iglesia particular sui iuris oriental integrante de la Iglesia católica, que sigue el rito antioqueno en el que utiliza como lenguajes litúrgicos el siríaco occidental y el malayalam. Desde 2007 está regida por el archieparca mayor cardenal Baselios Cleemis (Isaac) Thottunkal, cuya eparquía propia es la archieparquía de Trivandrum.

## Territorio propio
La archieparquía mayor extiende su jurisdicción sobre los fieles de la Iglesia católica siro-malankar (excepto los knanayas) del estado de Kerala y parte de los estados de Karnataka y Tamil Nadu en India.
La sede archieparquial está en la ciudad de Trivandrum (o Thiruvananthapuram), en donde se encuentra la catedral de Santa María y la procatedral de Santa María Reina de la Paz.

## Historia
El 20 de septiembre de 1930 el metropolitano de Bethany Ashram de la Iglesia ortodoxa de Malankara, Geevarghese Ivanios, su obispo sufragáneo Jacob mar Theophilos y los monjes John Kuzhinapurath, Alexander Attupurath y Chacko Kiliyileth, realizaron una profesión de fe católica ante el obispo de Quilón dando origen a la Iglesia católica siro-malankar. En 1932 mar Ivanios hizo una peregrinación a Roma y se reunió con el papa Pío XI, de quien recibió el palio y fue nombrado arzobispo titular de Phasis el 13 de febrero de 1932.
La archieparquía de Trivandrum fue creada como metropolitanato sui iuris el 11 de junio de 1932 con la bula Christo pastorum Principi del papa Pío XI, junto con su sufragánea la eparquía de Tiruvalla.
El 10 de febrero de 2005 la Iglesia católica siro-malankar fue elevada a la dignidad de Iglesia archiepiscopal mayor y contextualmente la archieparquía devino en sede propia del archieparca mayor.

## Archieparca mayor
Como parte de la Iglesia católica, su autoridad suprema es el papa u obispo de Roma. Su propia jerarquía está encabezada por el archieparca mayor Trivandrum (desde el 10 de febrero de 2007 es Baselios Cleemis (Isaac) Thottunkal), quien utiliza los títulos de sucesor de la sede apostólica de Santo Tomás en la India, metropolitano malankara y archieparca mayor-catolicós de la Iglesia católica siro-malankar. En las Iglesias católicas orientales archieparca mayor es el título para el metropolitano que preside una Iglesia particular autónoma (sui iuris) que no ha sido dotada con el título patriarcal. Los archieparcas mayores generalmente tienen los mismos derechos, privilegios y jurisdicción que los patriarcas católicos orientales, excepto donde expresamente se disponga lo contrario, y el rango inmediatamente después de ellos en precedencia de honor. A diferencia de los patriarcas, una vez elegido por el sínodo de la Iglesia archiepiscopal mayor el candidato a archieparca mayor, si acepta su elección, debe pedir al papa su confirmación y ser confirmado antes de ser entronizado, mientras que los patriarcas solo le requieren su comunión eclesial.
La erección, restauración, modificación y supresión de una Iglesia archiepiscopal mayor está reservada al papa, quien tiene el derecho de reconocer o conceder el título de archieparca mayor y de dar el asentimiento al traslado de la sede. Los archieparcas mayores presiden el rito de su Iglesia particular en cualquier parte del mundo, pero su autoridad sobre el clero está limita al territorio propio de la Iglesia archiepiscopal mayor.

## Sínodo archiepiscopal mayor
El sínodo archiepiscopal mayor (Synodus Ecclesiae Syrae Malankarensis) está compuesto por los obispos, incluso los auxiliares, y es encabezado y convocado por el archieparca mayor, quien debe tomar todas las decisiones importantes de acuerdo con él. Se reúne habitualmente una vez al año. Como las demás Iglesias orientales católicas autónomas, el archieparca mayor puede erigir, modificar y suprimir eparquías, y nombrar a sus obispos, de acuerdo con el sínodo archieparca mayor y luego de consultar a la Santa Sede. Dentro del territorio propio de la Iglesia el archieparca mayor puede crear exarcados archiepiscopales, y nombrar a los exarcas, de acuerdo con el sínodo. Los obispos son designados por el archieparca mayor y el sínodo de una lista aprobada por el papa, confeccionada previamente por el sínodo archiepiscopal mayor. Fuera del territorio propio de la Iglesia archiepiscopal mayor, el archieparca mayor y el sínodo tienen jurisdicción en materia litúrgica únicamente, correspondiendo al papa la creación de diócesis y el nombramiento de obispos.

## Curia archiepiscopal mayor
La curia de la Iglesia archiepiscopal mayor desde el 20 de mayo de 2005 tiene su sede en el Catholicate Centre en St. Mary's Campus del barrio de Pattom en Thiruvananthapuram (nombre actual de Trivandrum), capital del estado indio de Kerala. La catedral de la archieparquía mayor (St. Mary's Cathedral) se halla  en el mismo lugar. La curia comprende el sínodo permanente, los obispos de sedes titulares o eméritos asignados a la curia (hasta 3), el tribunal ordinario de la Iglesia archiepiscopal mayor, el oficial de finanzas, el canciller archiepiscopal mayor, la comisión litúrgica y otras comisiones. Los miembros de la curia son nombrados por el archieparca mayor, a excepción del sínodo permanente presidido por el archieparca mayor y con 4 obispos, uno elegido por el archieparca mayor y 3 designados por quinquenio por el sínodo. Se reúne normalmente 12 veces al año y acompaña al archieparca mayor en decisiones menores.

## Cronología de los archieparcas mayores
- Cyril Baselios Malancharuvil, O.I.C. † (10 de febrero de 2005 - 18 de enero de 2007 falleció)
- Baselios Cleemis (Isaac) Thottunkal, desde el 10 de febrero de 2007